# Белорусская фонология
В белорусском языке 43 фонемы: 38 согласных и 5 гласных фонем.

## Согласные
| по способу образования | по способу образования    | по способу образования    | по способу образования    | по месту образования | по месту образования | по месту образования | по месту образования | по месту образования | по месту образования | по месту образования | по месту образования | по месту образования | по месту образования | по месту образования | по месту образования |
| по способу образования | по способу образования    | по способу образования    | по способу образования    | Губные               | Губные               | Губные               | Губные               | Переднеязычные       | Переднеязычные       | Переднеязычные       | Переднеязычные       | Переднеязычные       | Переднеязычные       | Дорсальные           | Дорсальные           |
| по способу образования | по способу образования    | по способу образования    | по способу образования    | Губно-губные         | Губно-губные         | Губно-зубные         | Губно-зубные         | Зубные               | Зубные               | Альвеолярные         | Альвеолярные         | Ретрофлексные        | Палатальные          | Заднеязычные         | Заднеязычные         |
| по способу образования | по способу образования    | по способу образования    | по способу образования    | твёрдые              | мягкие               | Твёрдые              | Мягкие               | твёрдые              | мягкие               | твёрдые              | мягкие               | Ретрофлексные        | Палатальные          | твёрдые              | мягкие               |
| ---------------------- | ------------------------- | ------------------------- | ------------------------- | -------------------- | -------------------- | -------------------- | -------------------- | -------------------- | -------------------- | -------------------- | -------------------- | -------------------- | -------------------- | -------------------- | -------------------- |
| шумные                 | Смычные                   | Взрывные                  | звонкие                   | b                    | bʲ                   |                      |                      | d̪                    |                      |                      |                      |                      |                      | g                    | gʲ                   |
| шумные                 | Смычные                   | Взрывные                  | глухие                    | p                    | pʲ                   |                      |                      | t̪                    |                      |                      |                      |                      |                      | k                    | kʲ                   |
| шумные                 | Смычные                   | Аффрикаты                 | звонкие                   |                      |                      |                      |                      | dz̪                   | dz̪j                  |                      |                      | d͡ʐ                   |                      |                      |                      |
| шумные                 | Смычные                   | Аффрикаты                 | глухие                    |                      |                      |                      |                      | ts̪                   | ts̪j                  |                      |                      | t͡ʂ                   |                      |                      |                      |
| шумные                 | Сибилянты                 | Сибилянты                 | звонкие                   |                      |                      |                      |                      | z̪                    |                      |                      | zʲ                   | ʐ                    |                      |                      |                      |
| шумные                 | Сибилянты                 | Сибилянты                 | глухие                    |                      |                      |                      |                      | s̪                    |                      |                      | sʲ                   | ʂ                    |                      |                      |                      |
| шумные                 | Фрикативные               | Фрикативные               | звонкие                   |                      |                      |                      |                      |                      |                      |                      |                      |                      |                      | ɣ                    | ɣʲ                   |
| шумные                 | Фрикативные               | Фрикативные               | глухие                    |                      |                      | f                    | fʲ                   |                      |                      |                      |                      |                      |                      | x                    | xʲ                   |
| сонорные               | Фрикативные               | Фрикативные               | сонорные                  |                      |                      | v                    | vʲ                   |                      |                      |                      |                      |                      |                      |                      |                      |
| сонорные               | Аппроксиманты             | Аппроксиманты             | Аппроксиманты             |                      |                      |                      |                      |                      |                      |                      |                      |                      | j                    |                      |                      |
| сонорные               | Носовые                   | Носовые                   | Носовые                   | m                    | mʲ                   |                      |                      | n̪                    |                      |                      | nʲ                   |                      |                      |                      |                      |
| сонорные               | Латеральные аппроксиманты | Латеральные аппроксиманты | Латеральные аппроксиманты |                      |                      |                      |                      | ɫ̪                    |                      |                      | lʲ                   |                      |                      |                      |                      |
| сонорные               | Дрожащие                  | Дрожащие                  | Дрожащие                  |                      |                      |                      |                      |                      |                      | r                    |                      |                      |                      |                      |                      |

| Признаки      | Губно-губные | Губно-губные | Губно-зубные | Губно-зубные | Зубные  | Зубные  | Альвеолярные | Альвеолярные | Ретрофлексные | Палатальные | Велярные | Велярные |
| Признаки      | Твёрдые      | Мягкие       | Твёрдые      | Мягкие       | Твёрдые | Мягкие  | Твёрдые      | Мягкие       | Ретрофлексные | Палатальные | Твёрдые  | Мягкие   |
| ------------- | ------------ | ------------ | ------------ | ------------ | ------- | ------- | ------------ | ------------ | ------------- | ----------- | -------- | -------- |
| Носовые       | m            | mj           |              |              | n̪       |         |              | nj           |               |             |          |          |
| Взрывные      | p b          | pj bj        |              |              | t̪ d̪     |         |              |              |               |             | k g      | kj gj    |
| Аффрикаты     |              |              |              |              | ts̪ dz̪   | ts̪j dz̪j |              |              | t͡ʂ d͡ʐ         |             |          |          |
| Сибилянты     |              |              |              |              | s̪ z̪     |         |              | sj zj        | ʐ ʂ           |             |          |          |
| Фрикативные   |              |              | f v          | fj vj        |         |         |              |              |               |             | x ɣ      | xj ɣj    |
| Аппроксиманты |              |              |              |              |         |         |              |              |               | j           |          |          |
| Латеральные   |              |              |              |              | ɫ̪       |         |              | lj           |               |             |          |          |
| Дрожащие      |              |              |              |              |         |         | r            |              |               |             |          |          |

Согласные фонемы белорусского языка образуют пары чередований по звонкости/глухости и мягкости/твёрдости; ретрофлексные и зубные аффрикатные фонемы (/ш/, /ж/, /ч/, /д͡ж/, /р/, /ц/, /д͡з/), а также фонема /й/ — твёрдой; фонемы /д/ и /т/ чередуются соответственно с фонемами /д͡з’/ и /ц’/, данное чередование восходит к чередованию по твёрдости/мягкости; фонема /в/ ассимилируется в [u̯] и [u] (см. ниже). Менее актуально чередование велярных согласных с зубными (следы второй палатализации), встречающееся большей частью во флексии падежей (именно: /к/|/ц/, /г/|/з’/ и /х/|/с’/); также имеются чередования велярных с ретрофлексными (следы первой палатализации, именно: /к/|/ч/, /г/|/ж/ и /х/|/ш/).
Подобно украинскому языку звук [u̯] является полугласным алофоном фонемы /в/: согласно нормам орфографии буква ⟨ў⟩ должна писаться после гласной в слове с корневым /в/ (реже — /л/), если перед ним есть слово, кончающееся на гласную, и если их не разделяет пауза (выделяемая обычно знаками препинания или абзацем); однако под это правило не подпадают некоторые иноязычные заимствования. Из вышесказанного видно, что [u̯], если признать данные нормы отображением произношения, приобретает черты неслогового аллофона согласной фонемы /в/, как например испанская неслоговая [u̯], являющаяся аппроксимантом [w] в восходящих дифтонгах, что лишает белорусскую орфографию особой потребности в букве «ў» вообще; однако имеется ряд случаев в белорусской литературе, например, у К. Крапивы, где эти правила игнорируются, напр.:
ШТО Я БАЧЫЎ НА ТРЭКУ (1922)

…Так, як тыя парасяты,

Што вазіў калісь мой тата

У мястэчка на таржок,

Завязаўшы у мяшок…

ДАЙ ДЫ ДАЙ (1922)

А няхай ты праваліўся! —

Вось парадкі завяліся:

Дзе ні сунься, так і знай —

Ўсюды ў лапу дай ды дай…
Ввиду вышеприведённого, можно допустить более свободное употребление фонем /у/ и /ў/, как то происходит с фонемами /і/ и /й/ (например, допустимы фразы: «ён йшоў па дарозе» и «ён ішоў па дарозе»; «ён замёр на ймгненне» и «ён замёр на імгненне»).
Второй вопрос касается фонем /ґ/ и /ґ’/, сам взрывной звук [ɡ], согласно литературным нормам произношения, встречается после звуков [z] и [ʐ] (даже если они являются составными частями аффрикат), таким образом проявляя качества аллофона со звуком [ɣ] фонемы /г/, однако кроме того установленные правила требуют произнесения звука [ɡ] в некоторых словах польского происхождения (как бы наделяя звук [ɡ] качествами фонемы), что идёт вразрез с фонетической природой языка ещё и потому, что ни в каких более словах данный звук произноситься не должен.

## Гласные
| Подъём        | Ряд               | Ряд               | Ряд             |
| Подъём        | передний          | средний           | задний          |
| Подъём        | нелабиализованные | нелабиализованные | лабиализованные |
| ------------- | ----------------- | ----------------- | --------------- |
| Верхние       | i                 |                   | u               |
| Средне-нижние | ɛ                 |                   | ɔ               |
| Нижние        | a                 |                   |                 |

| Белорусская орфография | МФА | Описание                                 | Пример из белорусского |
| ---------------------- | --- | ---------------------------------------- | ---------------------- |
| i, ы                   | i   | Закрытый неогубленный переднего ряда     | лiст, мыш              |
| э, е                   | ɛ   | Полуоткрытый неогубленный переднего ряда | гэты, дзень            |
| a, я                   | a   | Открытый неогубленный переднего ряда     | кат, лямпа             |
| у, ю                   | u   | Закрытый огубленный заднего ряда         | шум, людзі             |
| о, ё                   | ɔ   | Полуоткрытый огубленный заднего ряда     | кот, зялёны            |